# Jaulny
Jaulny és un municipi francès situat al departament de Meurthe i Mosel·la i a la regió del Gran Est. L'any 2007 tenia 253 habitants.

## Demografia

### Població
El 2007 la població de fet de Jaulny era de 253 persones. Hi havia 83 famílies, de les quals 20 eren unipersonals (4 homes vivint sols i 16 dones vivint soles), 20 parelles sense fills, 39 parelles amb fills i 4 famílies monoparentals amb fills.
La població ha evolucionat segons el següent gràfic:
Habitants censats

### Habitatges
El 2007 hi havia 123 habitatges, 92 eren l'habitatge principal de la família, 22 eren segones residències i 9 estaven desocupats. 117 eren cases i 3 eren apartaments. Dels 92 habitatges principals, 74 estaven ocupats pels seus propietaris, 13 estaven llogats i ocupats pels llogaters i 5 estaven cedits a títol gratuït; 3 tenien dues cambres, 17 en tenien tres, 19 en tenien quatre i 53 en tenien cinc o més. 56 habitatges disposaven pel capbaix d'una plaça de pàrquing. A 32 habitatges hi havia un automòbil i a 48 n'hi havia dos o més.

### Piràmide de població
La piràmide de població per edats i sexe el 2009 era:
| Homes | Edats   | Dones |
| ----- | ------- | ----- |
| 0     | 95 o +  | 0     |
| 0     | 90 a 94 | 0     |
| 0     | 85 a 89 | 0     |
| 4     | 80 a 84 | 4     |
| 0     | 75 a 79 | 0     |
| 4     | 70 a 74 | 8     |
| 0     | 65 a 69 | 0     |
| 12    | 60 a 64 | 12    |
| 4     | 55 a 59 | 0     |
| 8     | 50 a 54 | 12    |
| 4     | 45 a 49 | 0     |
| 12    | 40 a 44 | 0     |
| 0     | 35 a 39 | 12    |
| 20    | 30 a 34 | 4     |
| 8     | 25 a 29 | 20    |
| 4     | 20 a 24 | 4     |
| 0     | 15 a 19 | 4     |
| 8     | 10 a 14 | 8     |
| 12    | 5 a 9   | 4     |
| 24    | 0 a 4   | 16    |

## Economia
El 2007 la població en edat de treballar era de 162 persones, 120 eren actives i 42 eren inactives. De les 120 persones actives 107 estaven ocupades (61 homes i 46 dones) i 13 estaven aturades (5 homes i 8 dones). De les 42 persones inactives 14 estaven jubilades, 11 estaven estudiant i 17 estaven classificades com a «altres inactius».

### Ingressos
El 2009 a Jaulny hi havia 92 unitats fiscals que integraven 252 persones, la mediana anual d'ingressos fiscals per persona era de 17.895 €.

### Activitats econòmiques
Dels 6 establiments que hi havia el 2007, 1 era d'una empresa de fabricació d'altres productes industrials, 1 d'una empresa de construcció, 3 d'empreses d'hostatgeria i restauració i 1 d'una entitat de l'administració pública.
Dels 3 establiments de servei als particulars que hi havia el 2009, 1 era una lampisteria i 2 restaurants.
L'any 2000 a Jaulny hi havia 7 explotacions agrícoles.

## Equipaments sanitaris i escolars
El 2009 hi havia una escola maternal integrada dins d'un grup escolar amb les comunes properes formant una escola dispersa.

## Poblacions més properes
El següent diagrama mostra les poblacions més properes.